# DJ SHUHO
DJ SHUHO（ディージェイ・シューホー 本名:古橋 秀鷹（ふるはし しゅうほう）、 1976年10月8日 - ）は、日本のDJ。東京都昭島市出身。FUNKY GRAMMAR UNIT所属。身長185cm、血液型B型。大好物は油である。

## 来歴
KICK THE CAN CREW結成以前は、ソロMCだったLITTLEと共に活動していた。
1997年のKICK THE CAN CREW結成以来DJとして参加しており、3MCs+1DJというときの1DJというのは彼のことである。また、S（LITTLE）、M（MCU）、L（KREVA）、XL（DJ SHUHO）というように言うこともある。しかし遅刻が多すぎるという理由で正式メンバーではないらしい。
2002年には映画『ピカ☆ンチ LIFE IS HARDだけどHAPPY』のサウンドプロデュースを担当し、サウンドトラックも制作した。 
KICK THE CAN CREWの活動休止中も、それぞれのメンバーのソロ活動にはDJとして参加、帯同していた。2006年に活動を再開したBY PHAR THE DOPESTのDJも担当した。
KICK THE CAN CREWの活動再開以降、同グループの活動には参加していなかったが、2022年にLITTLEのメジャーデビュー20周年を記念して開催された「コジマケンジマツリ」にシークレットゲストとして出演。LITTLE、KICK THE CAN CREWらと久しぶりの共演を果たした。

## ディスコグラフィー
KICK THE CAN CREWの作品を除く

### 客演
- 少年カミカゼ,「MUSIC VIBE.06〜feat.DJ SHUHO〜」（2006年2月1日） 
01.MUSIC VIBE.06〜feat.DJ SHUHO〜
05.MUSIC VIBE.06〜feat.DJ SHUHO dive to do-ton-horic mix〜
- 少年カミカゼ,『Stukizd!!!』（2006年5月24日）
01.MUSIC VIBE.06〜feat.DJ SHUHO〜

### プロデュース作品
- LITTLE,『Mr.COMPACT』（2001年12月5日）
12.BE-BOP NEW SCHOOL feat.GANXSTA D-X、FREGRANCE、オチ
- サントラ、『THE ORIGINAL MOTION PICTURE SOUNDTRACK ピカ☆ンチ LIFE IS HARDだけどHAPPY』（2002年10月30日）
11.ORANGE LIGHT
13.MONKEY WOMAN
16.THE ピカ☆ンチ-special edit-

### テレビドラマ
- 池袋ウエストゲートパーク（2003年、TBS系）G-BOYS役

### PV
KICK THE CAN CREWの作品を除く
- KREVA
『希望の炎』、『イッサイガッサイ』、『THE SHOW』、『ビコーズ』
- MCU
『トワイライトタイム』、『Recollection』